# IC 5063
IC 5063 ist eine linsenförmige Galaxie vom Hubble-Typ S0-a im Sternbild Indianer am Südsternhimmel. Sie ist schätzungsweise 149 Millionen Lichtjahre von der Milchstraße entfernt.
Das Objekt wurde am 17. Mai 1904 von Royal Harwood Frost entdeckt.